# Дампір (сага)
«Дампір» («Сага про Благородних Мерців»; англ. The Noble Dead Saga) — фентезійна сага Барб Хенді і Дж. С. Хенді про пригоди дампіра Магер та її супутників — напівельфа Лісіла і пса Мальця. Складається з 14 романів і 15 розповідей.  Перший роман, що вийшов в 2003 році. Перший цикл видавався в Росії. На разі, дванадцять книг є перекладеними на російську мову аматорами.

## Сюжет
Магер з дитинства зневажала забобонних простаків, які вірять в потойбічні нісенітниці. Страх перед вампірами, перевертнями, привидами був їй невідомий, але став прекрасним джерелом доходу - у Магер репутація найкращого мисливця на вампірів. Але неосвічені селяни не здогадуються, що жахливі битви з нечистю, свідками яких їм трапляється бувати, організовані самої Магьер. Все до пори, до часу, адже вона сама є унікальним творінням нечисті.
Разом зі своїм приятелем, напівкровним ельфом по імені Лісіл, і його дивовижним псом по кличці Малець вона мандрує від села до села, борючись з упирями і мріючи про спокійного життя господині приморській таверни.

## Головні герої книг
Магер — головна героїня, дампір. У дитинстві її вважали чудовиськом, тому вона ненавиділа тих, хто вірить у вампірів. Пізніше стала псевдомисливцею на вампірів. У Магер чорне волосся з проблиском в них червоними іскрами, темно-карі очі і бліда, як у вампіра, шкіра. Через її минулого їй важко довіряти людям, хоча вона болісно переживала зраду Вінн, але незабаром вони помирилися. У першій книзі вампір Рашед перерізав їй горло, і, щоб її врятувати, Лісіл дав їй випити свою кров. З тих пір Магьер побоювалася того, що може ненароком убити його, і тому стала уникати. Проте з часом вона розуміє, що любить його набагато більше, ніж просто напарника і друга. У шостій книзі видобуває Кулю із замку, загубленого в горах, після чого вони з Лісілом пливуть разом із загадковим артефактом на південь, де їх чекає ще один сюрприз.
Лісіл — друг і помічник Магер, пізніше став її коханим, і в шостій книзі вони одружилися. Напівельф. З раннього дитинства навчався мистецтву найманого вбивці, хоча і ненавидів це ремесло всією душею. Втік з дому після вбивства невинного, яке сталося з його вини. Приєднався до Магер і став допомагати їй розігрувати спектаклі перед селянами. Високий, смуглявий, з довгими, до плечей, світлим («майже місячним сріблом»)волоссям. «Вуха у Лісіла були злегка загострені догори, а бурштинового кольору очі під світлими бровами трохи розкосими». Любить випити і азартні ігри (карти). Якщо проводить довгий час без випивки, йому починають снитися кошмари про його минуле, про вбивства, які він здійснював, перебуваючи на службі в Дармута.
Малець — пес, супроводжуючий Магер і Лісіла. Маджай-хі - собака дух (фей). Стихійний дух. У дитинстві був подарований Лісілу його мамою, ельфійкою. Має здатність наносити вампірам глибокі рани. Зовні схожий на вовка. Його родичі (духи) позбавили його важливої інформації, коли він народжувався у плоті і, коли Малець дізнався про це, то відвернувся від них і припинив спроби зв'язатися з ними. Закоханий у маджай-хі Лілію. Пізніше у них народжуються діти, і одна з його дочок, маджай-іи Тінь, відправляється на допомогу Вінн в Малурну.
Вінн — хранитель знань, подруга Магер і Лісіла. З’являється в третій книзі. У Вінн немає батьків, вона виховувалася в Гільдії знань, а пізніше разом з доміно Тілсвітом відправилася в Белу, де і познайомилася з Магер і відправилася разом з нею в подорож в Древінку, до рідного села Магер. У Вінн оливкова шкіра і темне-русе волосся. Вона низького зросту і схожа на дитину. Відчуває симпатію до ельфа-анамаглахка Оші, але не може бути з ним через те, що ельфи одружуються один раз в житті, і вона не хоче ламати йому життя, оскільки сумнівається в тому, що вона дійсно його любить. Однак наприкінці книги «Дитя занепалого бога» вона поцілувала його, коли він виїжджав. Також переживає ніжні почуття до вампіра Чейна. У сьомій книзі розслідує вбивства, пов'язані з манускриптами, привезеними нею із замку Лікен. У Малурне зустрічає Чейна. Спочатку не надто йому довіряє, але потім усвідомлює, що він і Тінь, дочка Мальця, - її єдині союзники в місті. Після зустрічі з Чейном у себе на батьківщині відправляється з ним на пошуки загадкової фортеці Баал'Сітт, назва якої чула від Вельмидревнього Отче і бачила в перекладі своїх сувоїв.

## Список книг

### Перший цикл
- Дампір. Дитя ночі / Dhampir (2003)
- Викрадач життя / Thief of Lives (2004)
- Сестра мертвих / Sister of the Dead (2005)
- Зрадник крові / Traitor to the Blood (2006)
- Бунтівний дух / Rebel Fay (2007)
- Дитя впавшого бога / Child of a Dead God (2008)

### Другий цикл
- In Shade and Shadow / У тіні і мороці (2009)
- Through Stone & Sea / Через камінь і море (2010)
- Of Truth and Beasts / Про правду і звірях (2010)

### Третій цикл
- Between Their Worlds / Між їхніми світами(2012)
- The Dog in the Dark / Пес в темряві (2012)
- A Wind in the Night / Вітер вночі (2015)
- First and Last Sorcerer / Перший і останній чародій (2015)
- The Night Voice /Голос в ночи(2016)

## Розповіді
Байки зі світу саги про Благородних Мерців

### «Кості землі»
- Каррас-кошення / Karras the Kitten (May 2012)
- Каррас-кіт / Karras the Cat (October 2012)
- Karras the Nameless

### «Батьківщина»
- Частина гри / The Game Piece (April 2012)
- Дика тропа / The Feral Path (June 2012)
- Сапфіра / The Sapphire (July 2012)

### «Хранителі»
- Хранителі / The Keepers (August 2012)
- В’язні / Captives (April 2013)
- Охоронець по неволі / The Reluctant Guardian (September 2012)
- Кігті / Claws (June 2013)
- Спляче прокляття / The Sleeping Curse (July 2013)
- Мовчазні дзвони / Silent Bells (August 2013)

### «Гільдія Хранителів»
- Щеняча любов / Puppy Love (June 2013)

### «Розповіді забуття»
- Забутий лорд / The Forgotten Lord (February 2013)
- Забута фаворитка / The Forgotten Mistress (September 2013)
- Забуте поселення / The Forgotten Village (June 2014)